# .tw
.tw és el domini de primer nivell territorial (ccTLD) de Taiwan. El registre el manté TWNIC. S'accepten registres mitjançant terceres empreses. Neulevel té un acord amb el TWNIC per promocionar el domini tw fora de Taiwan.
ICANN va assignar dos noms de domini internacionalitzats (IDN) a Taiwan el 25 de juny de 2010:
- 台灣 - taiwan en xinès tradicional (nom DNS: xn--kpry57d)
- 台湾 - taiwan en xinès simplificat (nom DNS: xn--kprw13d)

Els registres sota tw són possibles al segon nivell, o per sota de diferents dominis al tercer nivell:
- edu.tw: per a institucions educatives i acadèmiques
- gov.tw: per a agències del govern de la República de la Xina, operat des de Taiwan
- mil.tw: per a les forces armades de la República de la Xina, operat des de Taiwan
- com.tw: per a empreses (taiwaneses o estrangeres) registrades segons les lleis del seu país
- net.tw: per a entitats de xarxes o telecomunicacions amb llicència
- org.tw: per a organitzacions sense ànim de lucre (taiwaneses o estrangeres) establertes segons les lleis del seu país
- idv.tw: per a persones (se n'ha de verificar la identitat per correu electrònic)
- game.tw: sense restriccions (però qui registra ha de verificar la identitat per correu electrònic)
- ebiz.tw: sense restriccions (però qui registra ha de verificar la identitat per correu electrònic)
- club.tw: sense restriccions (però qui registra ha de verificar la identitat per correu electrònic)
- tw: sense restriccions